# جوني نيكولز
جوني نيكولز (بالإنجليزية: Johnny Nicholls)‏ هو لاعب كرة قدم بريطاني في مركز الهجوم، ولد في 3 أبريل 1931 في ولفرهامبتن في المملكة المتحدة، وتوفي في 1 أبريل 1995 في وست بروميتش في المملكة المتحدة. شارك مع منتخب إنجلترا تحت 21 سنة لكرة القدم ومنتخب إنجلترا لكرة القدم. أما مع النوادي، فقد لعب مع كارديف سيتي ونادي إكزتر سيتي ونادي تلفورد يونايتد ونادي ووستر سيتي ووست بروميتش ألبيون.